# غراهام واتسون (لاعب كرة قدم)
غراهام واتسون (بالإنجليزية: Graham Watson)‏ (3 أغسطس 1949 بدونكاستر في المملكة المتحدة - ) هو لاعب كرة قدم بريطاني في مركز الوسط. لعب مع كامبريدج يونايتد ونادي دونكاستر روفرز ونادي روذرهام يونايتد ولينكولن سيتي أف سي.